# Konstantynówka (obwód iwanofrankiwski)
Konstantynówka (ukr. Константинівка) – dawna wieś na Ukrainie, w obwodzie iwanofrankiwskim, w rejonie tłumackim. Leżała na północ od Hostowa i na południe od Tarnowicy Polnej. Po wsi nie pozostało nic.

## Historia
Konstantynówka to dawniej samodzielna kolonia niemiecka. W II Rzeczypospolitej stanowiła gminę jednostkową Konstantynówka w  powiecie tłumackim w województwie stanisławowskim. 1 sierpnia 1934 roku w ramach reformy na podstawie ustawy scaleniowej weszła w skład nowej zbiorowej gminy Tarnowica Polna, gdzie we wrześniu 1934 wraz z Mogiłą utworzyła gromadę.
Po wojnie włączona w struktury ZSRR.